# 川田司

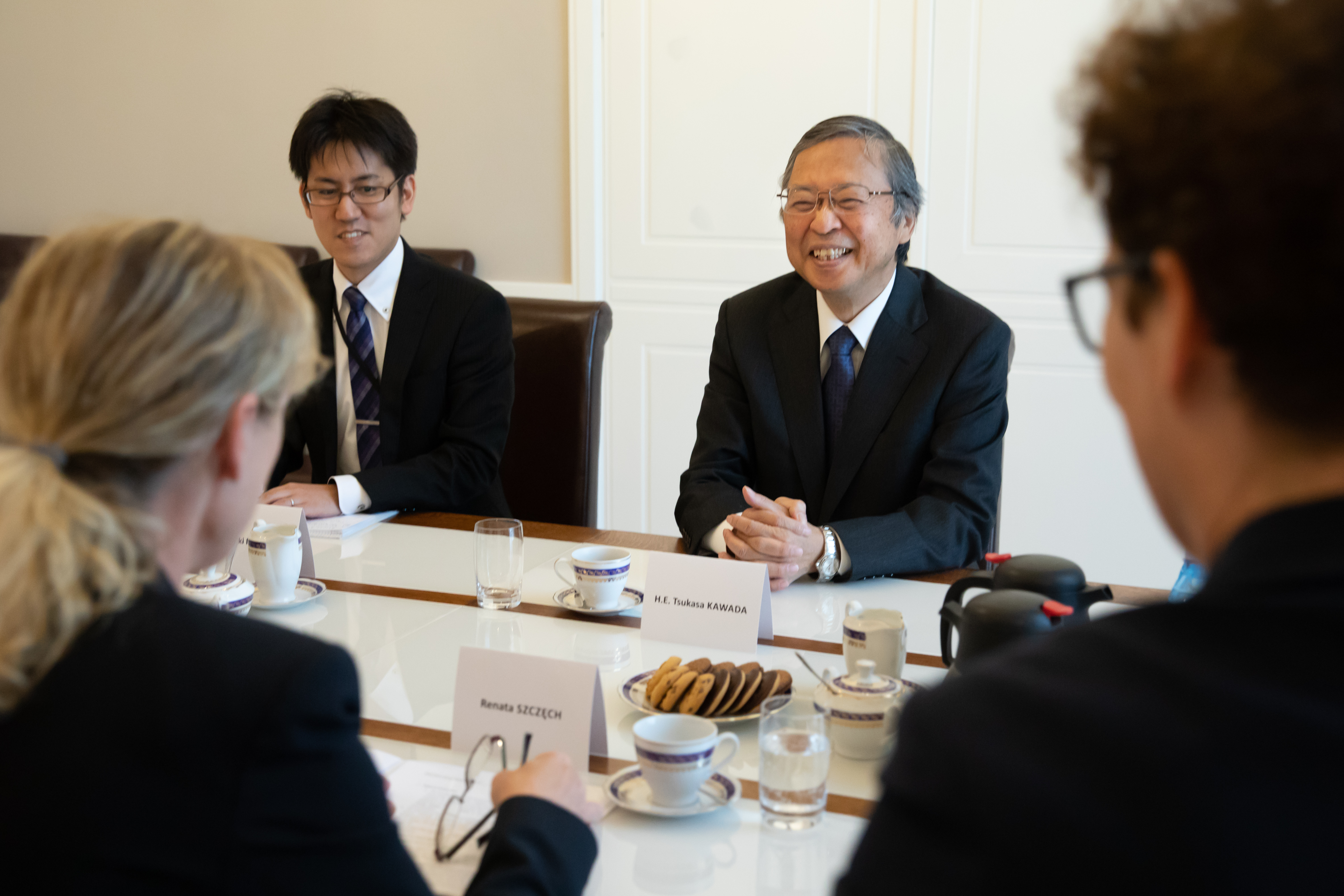
2018年9月

川田 司（かわだ つかさ、1955年（昭和30年）3月28日 - ）は、日本の外交官。外務省領事局長等を経て、駐ポーランド特命全権大使。

## 人物
栃木県足利市出身。栃木県立足利高等学校を経て、1977年（昭和52年）に一橋大学経済学部を卒業し、外務省入省。フランス語研修を受けグルノーブル大学留学を経て、1980年（昭和55年）欧州共同体代表部二等書記官（ベルギー在勤）、1982年（昭和57年）経済局海洋課長補佐、1985年（昭和60年）文化交流部文化第二課首席事務官、1986年（昭和61年）経済局国際エネルギー課首席事務官、1989年（平成元年）在ザイール大使館一等書記官。
1991年（平成3年）12月在イタリア日本国大使館一等書記官、同参事官を経て、1995年（平成7年）1月外務省総合外交政策局人権難民課長。
1997年（平成9年）国際社会協力部国連行政課長、1999年（平成11年）2月在フィリピン日本国大使館参事官。同公使を経て、2001年（平成13年）2月在フランス日本国大使館公使。2002年（平成14年）9月博覧会国際事務局総会日本政府代表。2003年（平成15年）6月外務報道官組織報道・広報担当参事官兼文化交流部参事官、2005年（平成17年）8月シドニー総領事、2007年（平成19年）9月27日ストラスブール総領事（欧州評議会担当大使・常駐オブザーバー）。ストラスブール総領事時代には、欧州議会で国連人権委員会と同様に日本の慰安婦問題についての決議採択がなされようとしていたため、可決阻止のためロビー活動を行う。
2009年（平成21年）7月東京都知事本局儀典長、2010年（平成22年）外務省領事局長を経て、2011年（平成23年）9月から駐アルジェリア特命全権大使。アルジェリア人質事件ではアルジェリア政府に大使人質の生命を尊重した救出活動を行うように要請を行った。2014年（平成26年）10月から特命全権大使（国際テロ対策・組織犯罪対策協力担当）・政府代表。2016年（平成28年）6月3日から特命全権大使（沖縄担当）。2018年（平成30年）6月1日から駐ポーランド特命全権大使。2021年（令和3年）三井住友海上火災保険顧問、三井住友建設取締役。

## 同期
- 秋元義孝（12年駐オーストラリア大使・10年儀典長）
- 井上進（11年駐コートジボワール大使）
- 梅本和義（13年国連次席大使・12年内閣官房副長官補・11年駐スイス大使・08年北米局長）
- 太田清和（10年シアトル総領事）
- 小寺次郎（12年駐サウジアラビア大使・10年欧州局長・08年国際情報統括官）
- 佐藤悟（11年駐スペイン大使・10年外務報道官・08年中南米局長）
- 佐渡島志郎（11年駐バングラデシュ大使・10年国際協力局長）
- 佐野利男（13年軍縮会議代表部大使・10年駐デンマーク大使・08年軍縮不拡散・科学部長）
- 鈴木敏郎（13年駐エジプト大使・12年外務省研修所所長、中東・北アフリカ諸国情勢担当大使・10年駐シリア大使・08年中東アフリカ局長）
- 杉山晋輔（13年外務審議官（政務）・11年アジア大洋州局長・08年地球規模課題審議官）
- 角茂樹（11年駐バーレーン大使・08年国連大使）
- 高原寿一（12年駐チュニジア大使）
- 長崎輝章（13年駐バチカン大使・10年駐グアテマラ大使）
- 長嶺安政（13年外務審議官（経済）・12年駐オランダ大使・10年国際法局長）
- 花田吉隆（11年駐東ティモール大使）
- 深田博史（10年駐セネガル大使・08年領事局長）
- 八木毅（12年駐インド大使兼ブータン大使10年経済局長）
- 小池政行（日本赤十字看護大学教授）
- 手塚義雅（12年駐トリニダード・トバゴ大使）

## 著作
- 「国際人権機関の活動 アジア太平洋地域人権シンポジウム」国際人権. (通号 7) [1996]
- 「徹底討論 「従軍慰安婦」問題をめぐって」潮. (通号 451) [1996.09]
- 「国連人権委員会における「慰安婦」問題に関する議論」国際人権. (通号 8) [1997]
- 「 国連改革と日本--改革の経緯と今後の方向性」国際問題. (通号 465) [1998.12]
- 「地雷犠牲者ゼロを目指して「プノンペン国際フォーラム」報告  」外交フォーラム. 12(1) [1999.01]
- 「人権外交について」国連. (通号 17) [1999.08]
- 「日豪関係発展における企業の役割 (特集 日豪パートナーシップ)」日本貿易会月報. (647) [2007.4]